# Humber Super Snipe
La Humber Super Snipe est une voiture produite entre 1938 et 1967 par la société anglaise Humber Limited.

## Super Snipe d'avant-guerre
La Super Snipe a été introduite en octobre 1938, en combinant le moteur six cylindres en ligne de quatre litres de la plus grande Humber Pullman avec le châssis et la carrosserie de la Humber Snipe, normalement alimentée par un trois litres de cylindrée. Le résultat a été une voiture aux performances accrues et une vitesse de pointe de 127 km/h — rapide pour son époque. Son design est partiellement dû au génie automobile de l'Américain Delmar "Barney" Roos qui a quitté une carrière couronnée de succès chez Studebaker pour rejoindre Rootes en 1936.
La Super Snipe a été commercialisée à la classe moyenne supérieure des dirigeants, des professionnels et des représentants du gouvernement. Elle avait un prix relativement faible pour sa grande taille et ses performances, et était similaire d'aspect et de concept aux voitures américaines, et en fournissant de la valeur pour l'argent demandé.
Dans l'année d'introduction, la Seconde Guerre mondiale éclate en Europe, mais la voiture reste en production, comme voiture d'état-major de l'armée britannique, alors que le même châssis a été utilisé pour un véhicule blindé de reconnaissance, le Humber Light Reconnaissance Car.

### Opérateurs militaires
- Royaume-Uni : l'Armée Britannique, la Royal Navy, la Royal Air Force

## Super Snipe Mark I à III
En 1946, après la guerre, la production civile a repris et la Super Snipe a évolué à travers plusieurs versions, chacune étant désignée par un numéro de Mark, chaque fois généralement plus grande, plus puissante et plus moderne, jusqu'à ce que la production prenne fin en 1957 avec la version Mark IVB.

### Mk I
La Mark I était essentiellement une version 6 cylindres de la Humber Hawk de 1945, elle-même une voiture d'avant-guerre rajeunie. Une version de la Snipe des années 1930 est restée disponible, avec le moteur de 2 731 cm3 introduit en 1936. Toutefois, le moteur standard de la Super Snipe était le 4 086 cm3 à soupapes latérales apparu dans la Humber Pullman près d'une décennie plus tôt, en 1936, et qui continuera à propulser les Super Snipes jusqu'en 1952. Tout au long des années 1936-1952, la puissance maximale du moteur est toujours donnée par le fabricant à 100 ch à 3 400 tr/min.

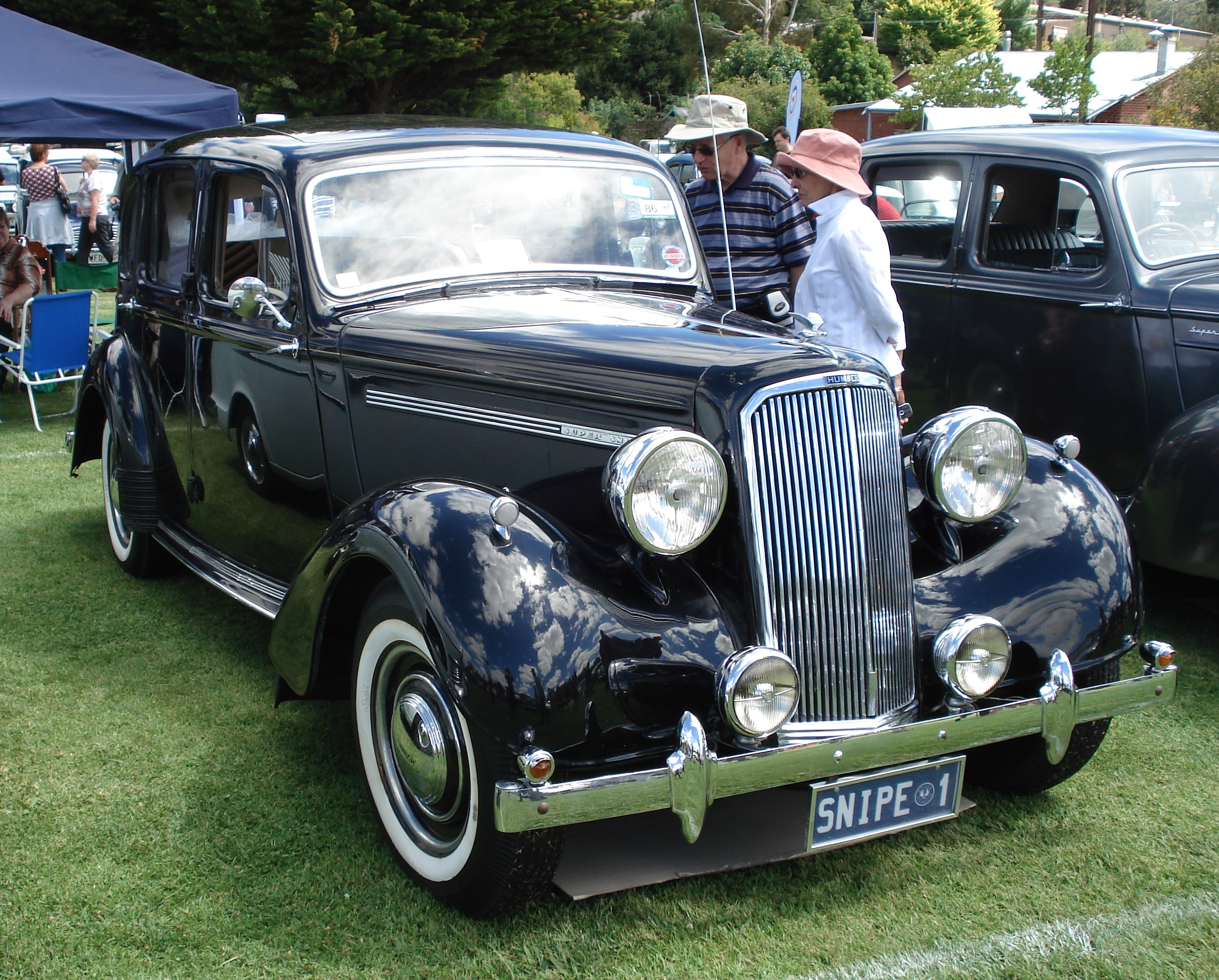
Humber Super Snipe Mark I (1946)

### Mk II

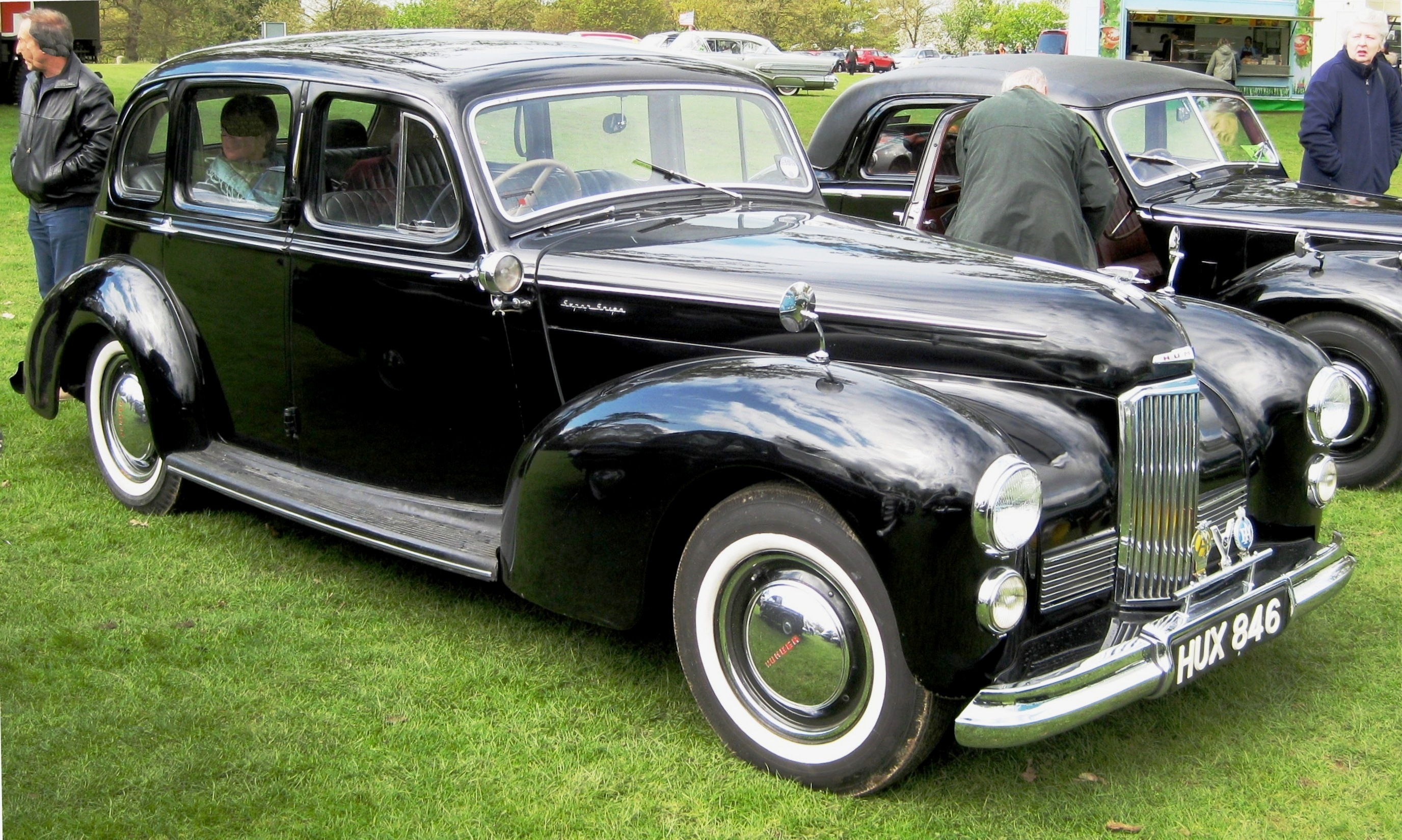
Humber Super Snipe Mark II, 1949

La Mark II annoncée à la mi-septembre 1948 a surtout un châssis et une carrosserie repensé. Maintenant à six places avec une banquette à l'avant, elle a une voie plus large et une unité de direction à proportion variable. Le levier de vitesse est monté sur la colonne de direction. Comme les Pullman Humber, les phares ont été montés dans les ailes et les marche-pieds ont été réintroduits. La suspension indépendante avant à ressort transversal, vue pour la première fois sur la Snipe et la Pullman en 1935, est maintenue mais avec 14 lames de ressort au lieu de huit.
Le plus petit moteur de la Snipe a été abandonné. Au début, la Super Snipe Mark II se distingue par ses feux ronds en dessous des phares. Celui de gauche fut un feu de brouillard, et le droit est un phare de "passage" avec un faible faisceau étroit pour le passage des voitures lors de l'utilisation des grands phares. Ils ont été abandonnés en 1949 en faveur de la forme rectangulaire qui a été conservée pour la Mark III.
Le correspondant automobile du The Times a testé la nouvelle voiture à la fin de 1948. La roue de secours a été critiquée comme étant difficile à extraire et les engrenages indirects étaient, pensait-il, pas aussi silencieux qu'ils devaient l'être. Dans l'ensemble, la finition reflète l'excellent goût qui distingue les produits du groupe Rootes.
125 cabriolets coupés ont été faits par Tickford en 1949 et 1950.

Un drophead coupé carrossé par Tickford en 1949
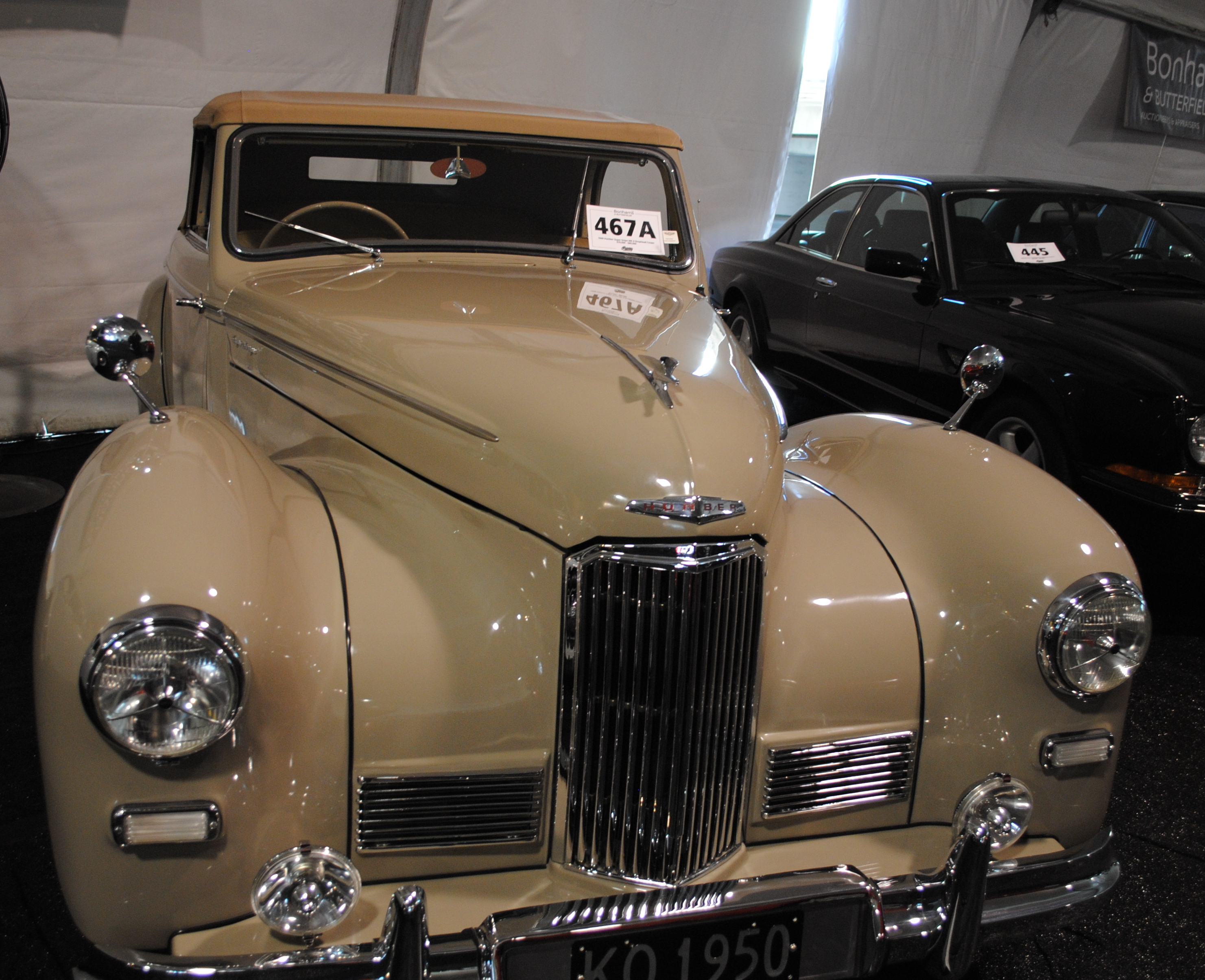
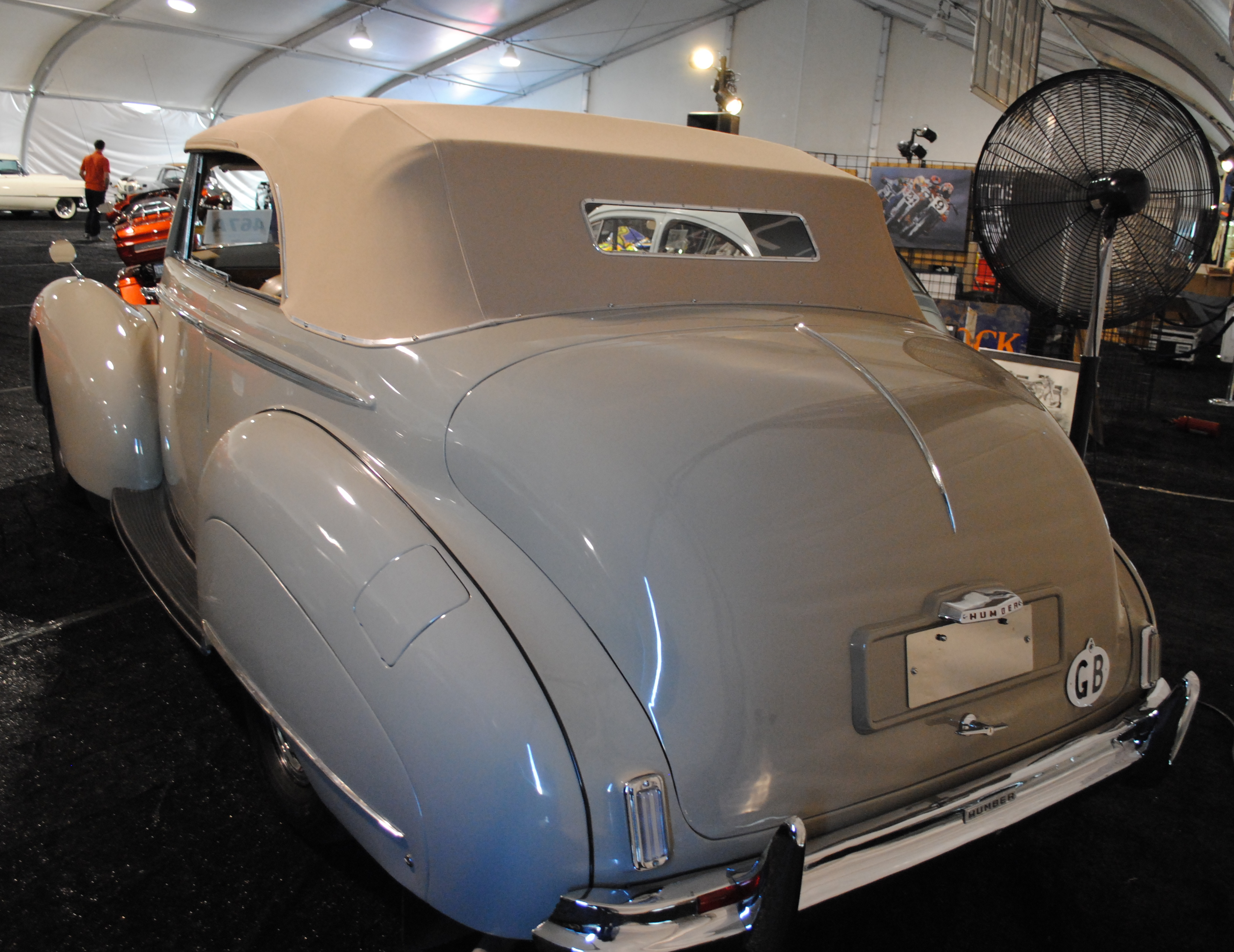
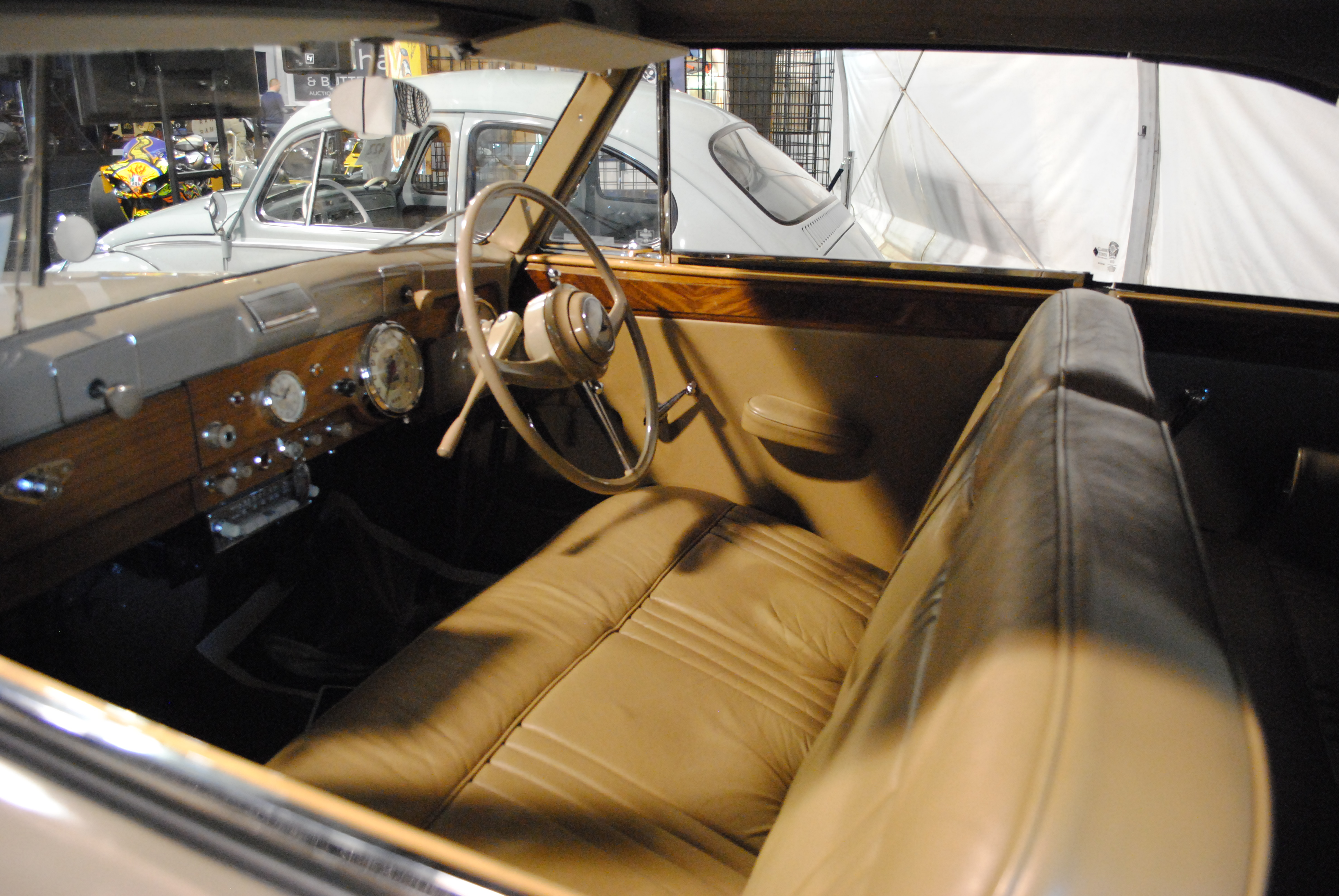

### Mk III

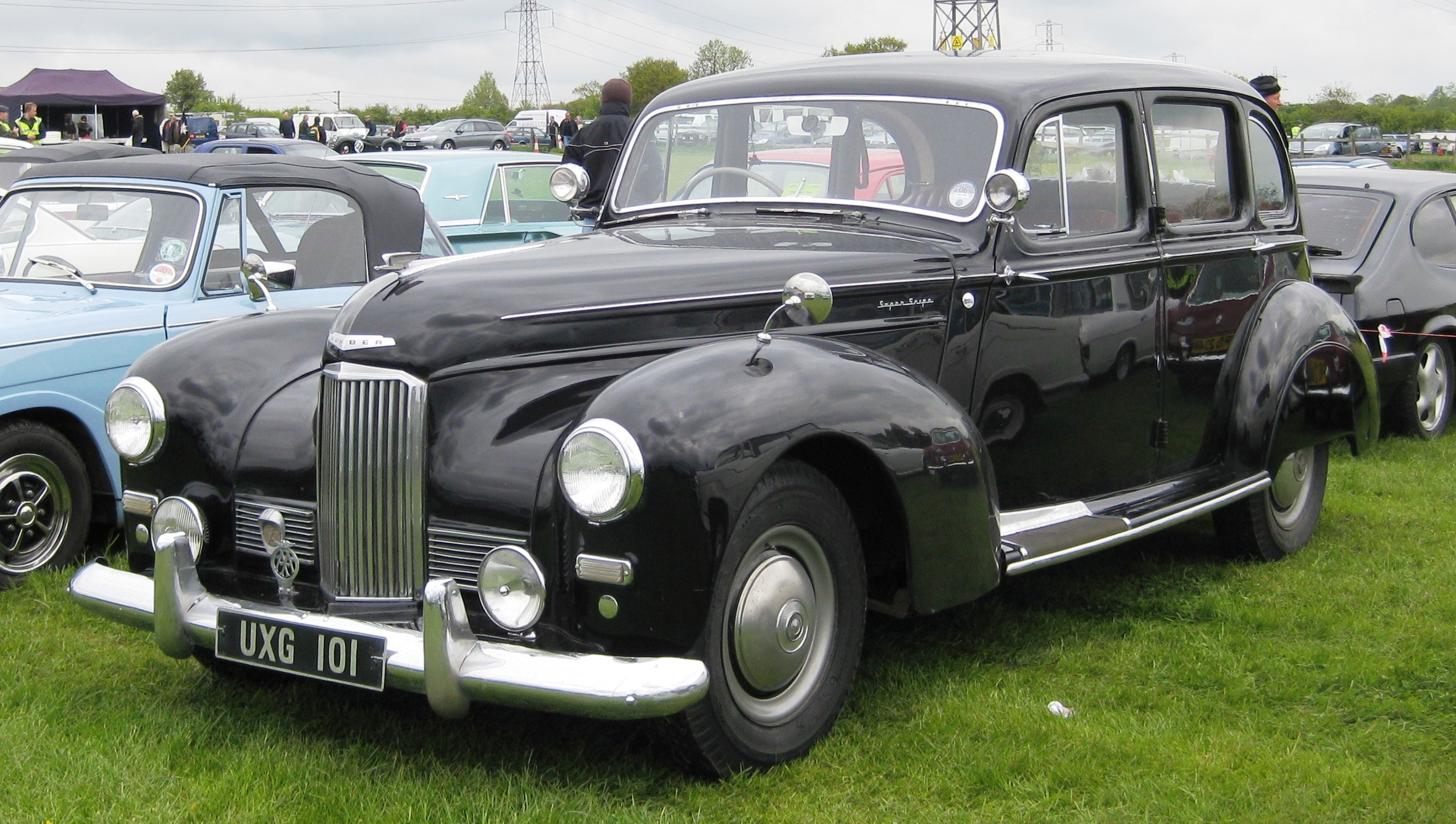
Humber Super Snipe Mark III de 1952

La Mk III apparut en août 1950. La voiture facile à identifier se distinguait par des guêtres sur les roues arrière. Elle avait une barre Panhard à la suspension arrière qui limite les mouvements de côté des roues arrière, permettant l'usage de ressorts suspension plus doux. La voiture de 1950 se distinguait des modèles précédents par des pare-chocs plus simples et des galets rectangulaires en acier inoxydable sur les marche-pieds.
Une Mk III testée par le magazine The Motor en 1951 avait une vitesse de pointe de 131 km/h et put accélérer de 0 à 97 km/h en 19.1 secondes. Une consommation de carburant de 16 litres aux cent kilomètres fut enregistrée. La voiture de l'essai coûtait 1 471 £ taxes comprises.

## Mk IV
La toute nouvelle Super Snipe Mark IV annoncée à la mi-octobre 1952, au moment du Earls Court Motor Show, avait une carrosserie de Hawk Mk IV rallongée de 152 mm mais avec le moteur à soupapes en tête de 4 138 cm3 délivrant 113 ch, déjà utilisé dans un camion Commer du Groupe Rootes. Le châssis et les suspensions furent renforcés pour supporter le poids et la puissance supplémentaire, ces pièces cessant d'être interchangeables avec celles de la Hawk. À partir de 1955, une surmultipliée est en option, et la boîte automatique suit en 1956.
Peu après l'annonce de la voiture, Leslie Johnson, Stirling Moss, et deux membres du personnel du Groupe Rootes ont conduit une Super Snipe gris-argent neuve d'Oslo à Lisbonne, traversant quinze pays européens en trois jours, 17 heures et 59 minutes. La course démontrait la fiabilité de la voiture à grande vitesse dans des conditions loin d'être idéales.
En 1953 The Motor a testé une Mk IV et estima que le moteur plus puissant avait amélioré les performances avec une vitesse maximale de 146 km/h et une accélération de 0 à 97 km/h) en 14,7 secondes. La consommation était montée à 18,2 litres aux 100 km. La voiture de l'essai coûtait plus cher, 1 481 £, taxes incluses.

La moyenne des mesures de la vitesse de pointe de la berline Mk IV automatique testée par The Motor en 1956 Ref. 21/56 Continental, était de 156 km/h tandis que la meilleure performance était de 158 km/h. Les accélérations de 0 à 97 km/h étaient de 14,8 secondes, le 0-90 en 38,2 s, le quart de mile départ arrêté fut parcouru en 20,4 s. Le rapport final était de 3,7:1 et la puissance de 122 ch avec une compression de 7,13:1, comme mentionné dans le tableau technique de cet essai.

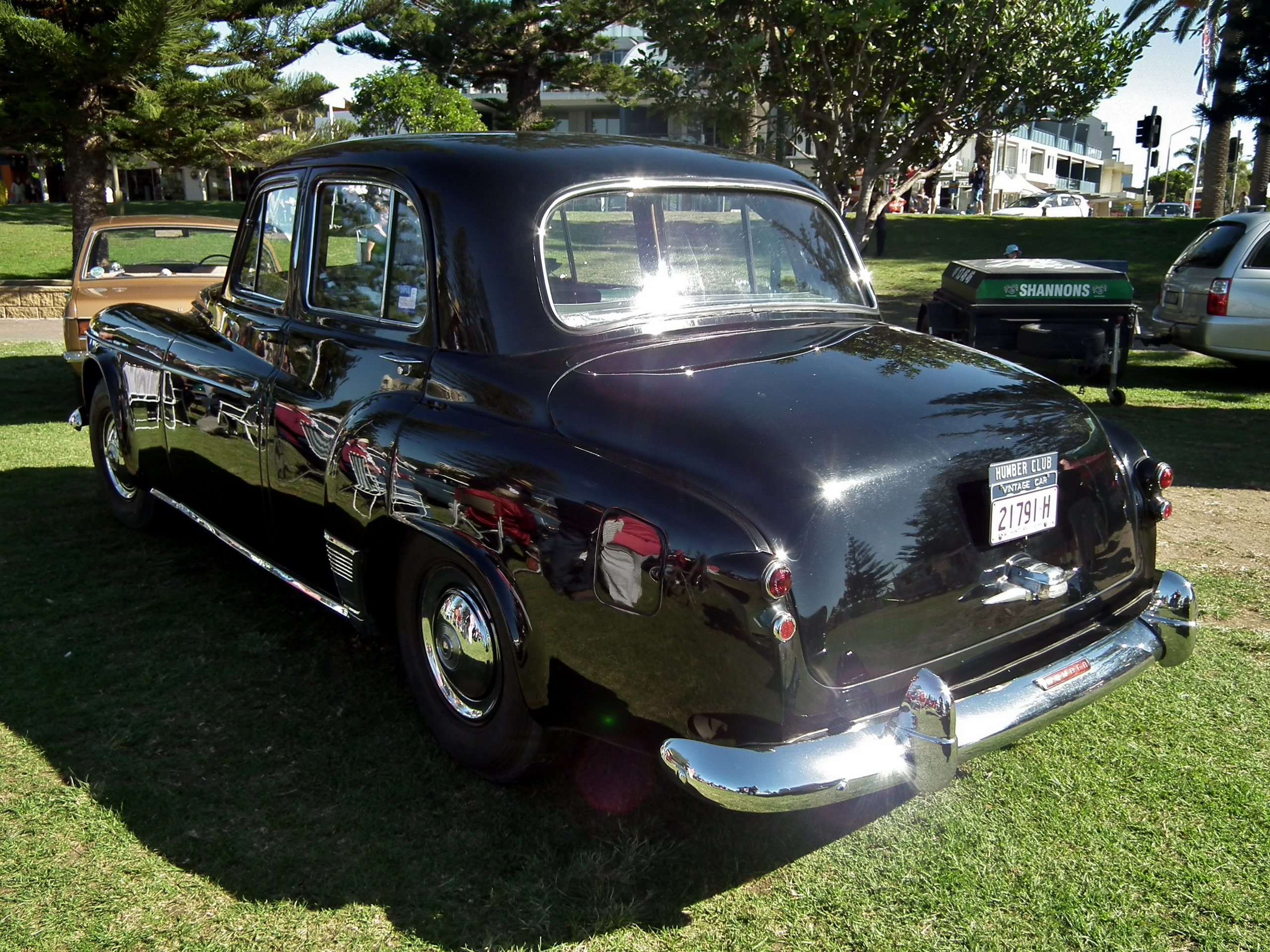

En 1957 le journal de la section automobile The Times commentait que la voiture était agréable quoiqu'un peu vieillotte. Elle attirait l'attention des passants et donnait à ses occupants une satisfaisante sensation de solidité et de respectabilité. Les deux sièges avant séparés furent décrits comme étant "énormes" et on nota que les dossiers pouvaient être inclinés à l'horizontale pour que les occupants puissent dormir. La direction fut jugée imprécise, inconfortablement sous-multipliée pour se garer, et en grande demande d'assistance. La voiture donnait une valeur remarquable à son prix.

## New Super Snipe Series I to V

### Series I
En octobre 1958, une nouvelle Super Snipe fut présentée au public à l'ouverture du salon de l'automobile de Paris.
La désignation revint à Super Snipe I, mais cette fois on emploie un numéro de series. La nouvelle voiture était basée sur le châssis et la carrosserie de la quatre cylindres Humber Hawk, mais avec un nouveau moteur de 2 651 cm3, six-cylindres à soupapes en tête basé sur un dessin Armstrong Siddeley avec course et alésage de 82,55 et des chambres de combustion semi-hémisphériques produisant 112 ch à 5 000 tr/min.
Le moteur était couplé à une boîte manuelle à trois rapports avec en option un overdrive Laycock de Normanville sur la deuxième et la troisième, ou une boite automatique Borg Warner DG. La direction assistée était aussi en option. Une limousine de tourisme était aussi disponible, avec partition de verre.
La nouvelle voiture était plus étroite à l'extérieur et plus large à l'intérieur, avait de meilleures performances et l'apparence d'une berline de taille réduite.

Series I
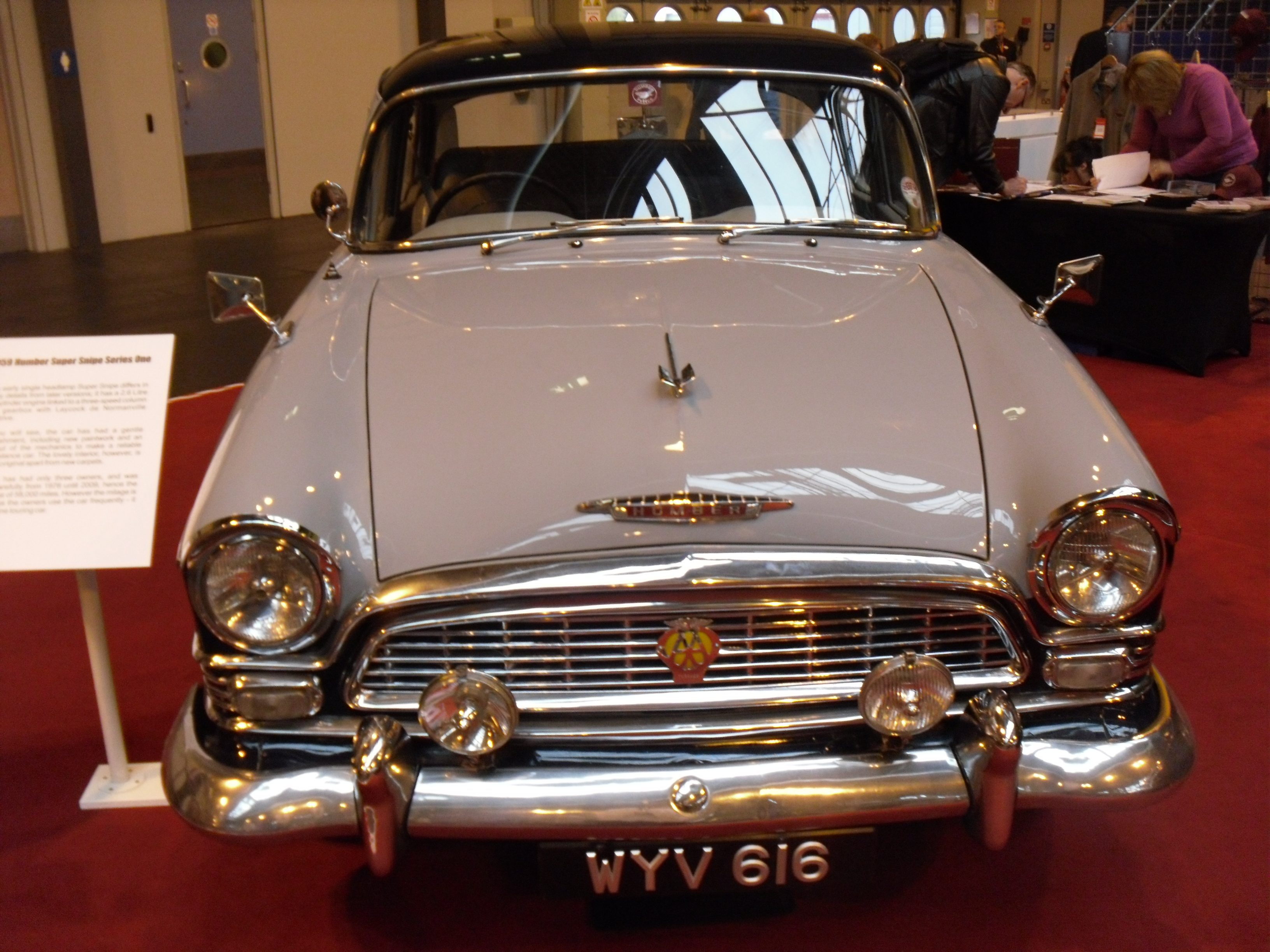
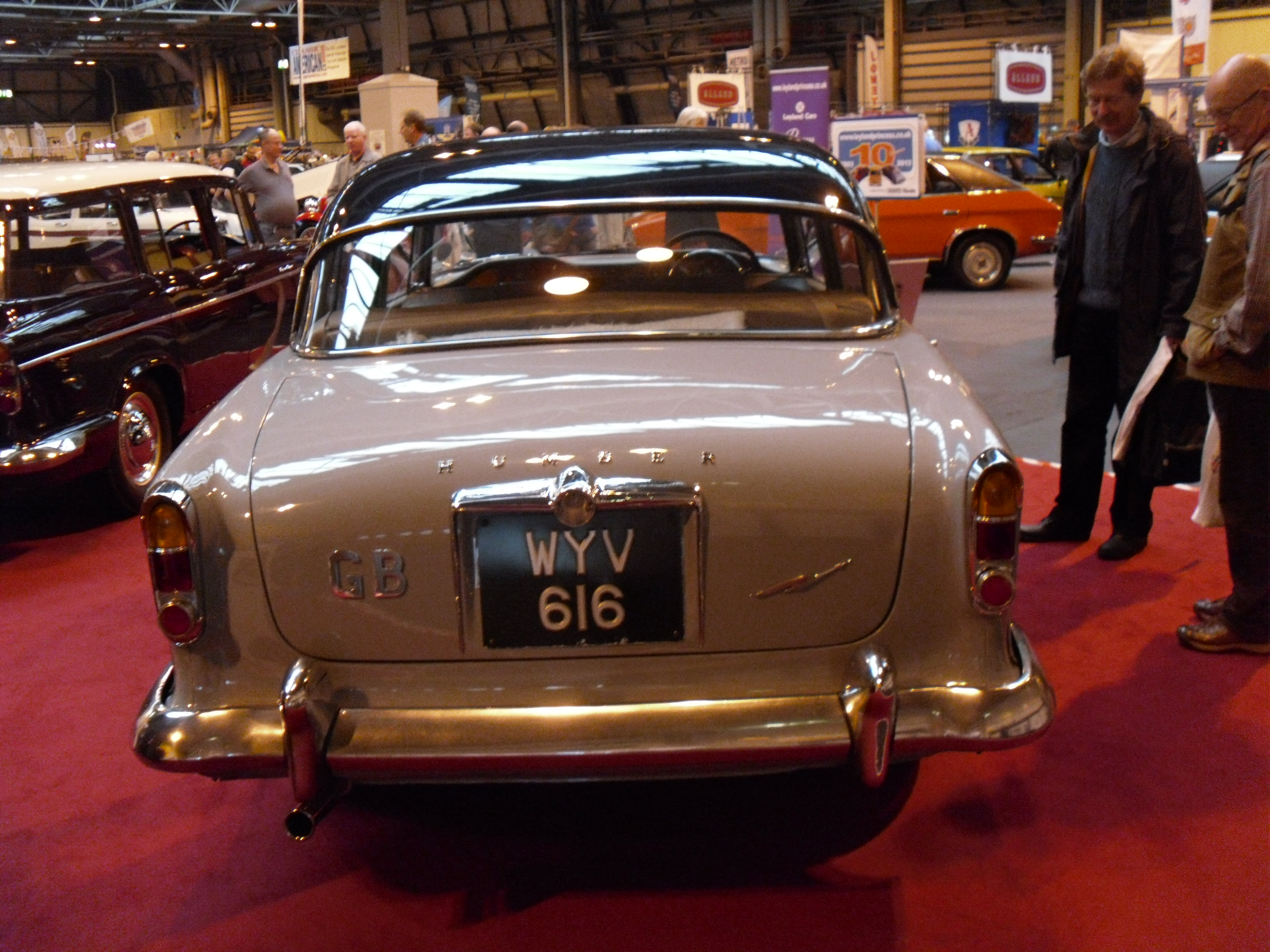

### Series II
Après douze mois, une Series II fut annoncée avec un moteur agrandi à trois litres en poussant l'alésage à 87,2. Un nouveau carburateur Zenith est installé et le moteur délivre maintenant 129 ch à 4 800 tr/min. Un nouveau ventilateur à huit pales améliore le refroidissement du moteur. Des freins à disque Girling de 29 cm sont montés à l'avant et des tambours de 28 cm à l'arrière. Une barre anti-roulis est montée à l'avant.
Une Series II avec overdrive et direction assistée fut testée par The Motor en 1960. Elle avait une vitesse de pointe de 152 km/h et pouvait accélérer de 0 à 97 km/h en 16,5 secondes. Une consommation de carburant de 11,5 litres aux cent fut enregistrée. La voiture de l'essai coûtait 1,601 £ taxes comprises, la voiture de base coûtant 1,453 £.

Series II
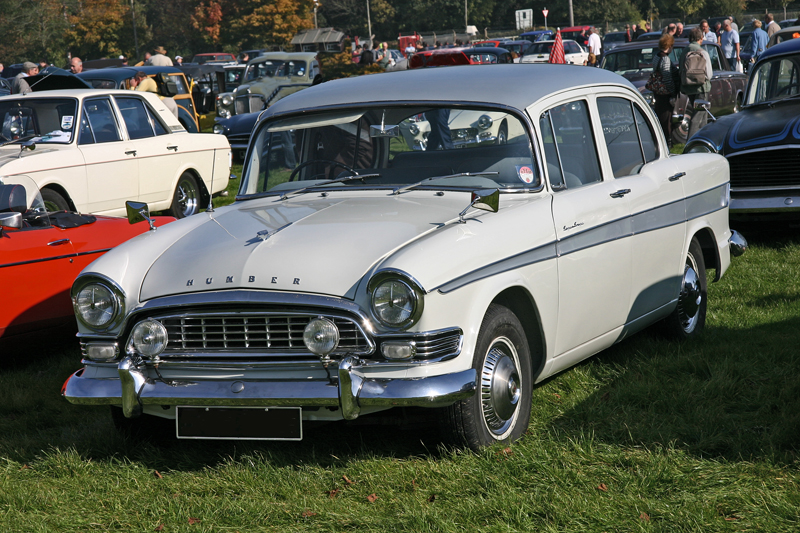
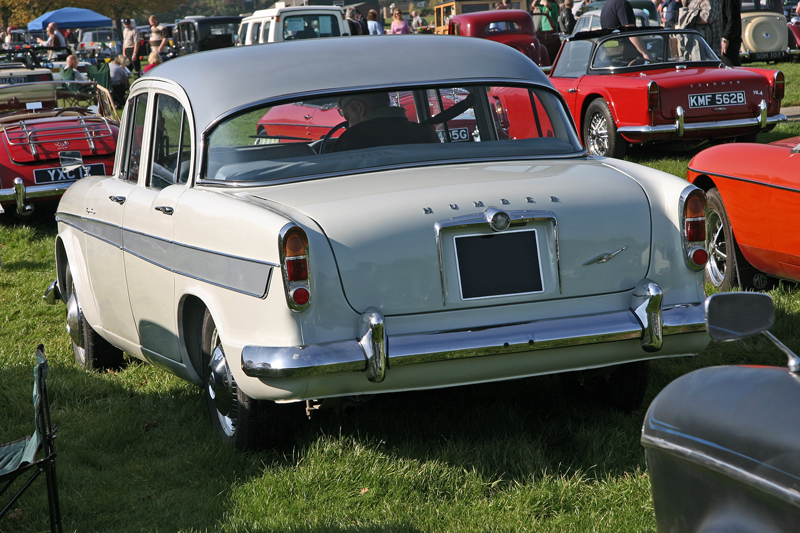

### Series III
Le style de la Series III que le Groupe Rootes annonça en octobre 1960 se distinguait par ses quatre phares et sa calandre en pleine largeur. Cette Snipe fut la première voiture britannique ayant deux paires de phares. La suspension fut considérablement modifiée avec la structure de plancher, ce qui améliora la stabilité à haute vitesse. L'avant fut redessiné pour avoir un capot plus bas. Le nez fut aussi allongé de huit centimètres pour recevoir une poulie supplémentaire sur le vilebrequin permettant d'offrir l'air conditionné en option, principalement pour le marché nord-américain. Des aérateurs séparés apportaient l'air chaud ou froid aux passagers arrière. Le moteur avait un nouveau système de lubrification et des roulements à billes améliorés, et un meilleur ventilateur plus silencieux. Les sièges avant furent redessinés pour offrir plus de places aux jambes des passagers arrière.
L'essai du Times se plaignait du manque de logique et de visibilité dans la disposition des instruments, un anneau de klaxon obstruant la vue, et un indicateur de choke blanc brillant trop fort. La direction assistée semblait manquer de sensations. En prise directe, une vitesse de 153 km/h fut mesurée, moins en overdrive.

Series III
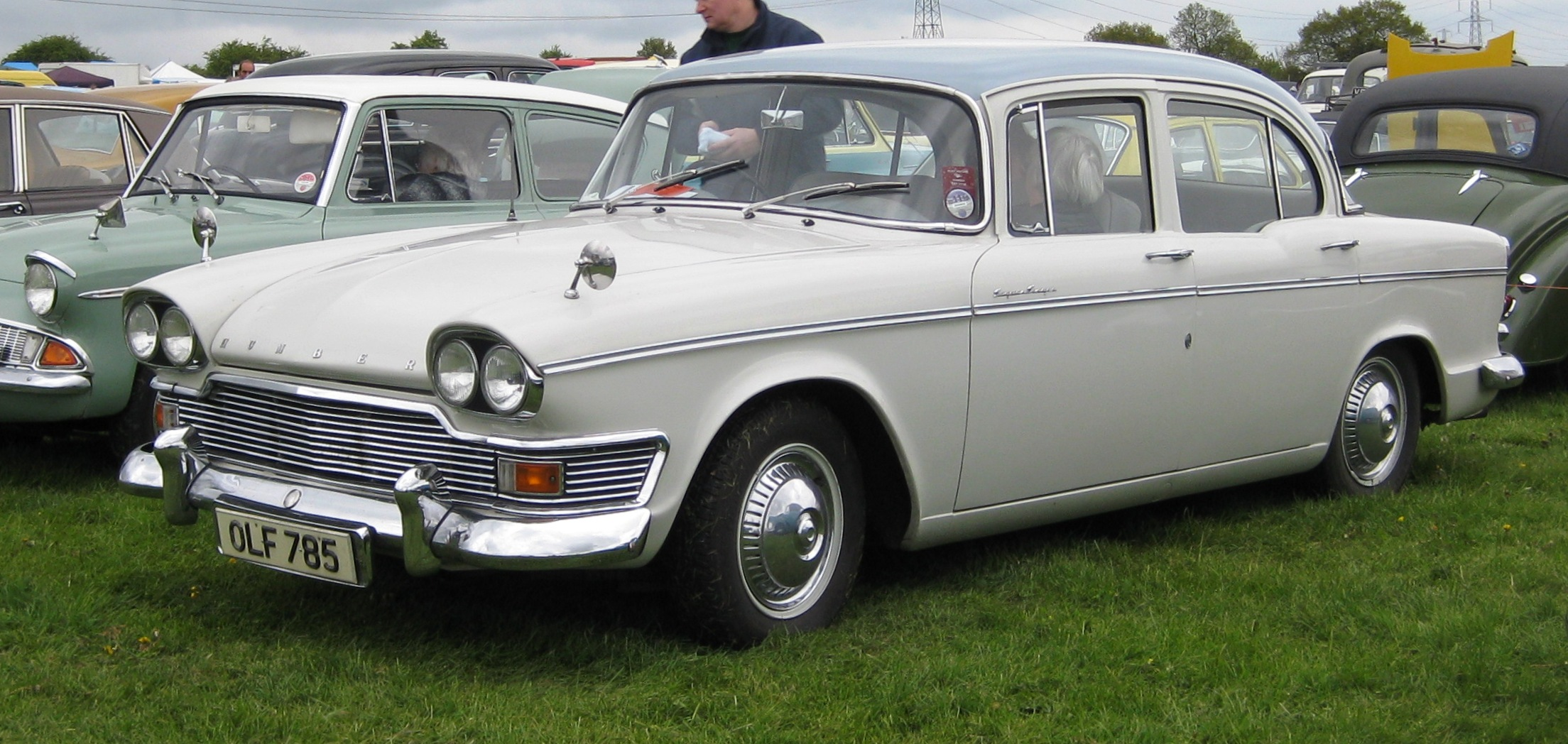
Series III quatre phares plus long capot et plus grande calandre.

### Series IV
Il y eut peu de changements pour le salon de l'auto d'octobre 1962. La lucarne arrière fut changée pour donner une meilleure apparence à la ligne du toit et se rapprocher de la ligne originale de la Chevrolet 1955. Le moteur délivrait maintenant 132,5 ch et le rapport final de démultiplication était plus grand. Les voitures à boîte manuelle reçurent un nouveau type d'embrayage à diaphragme fabriqué par Borg and Beck et le réservoir à essence fut élargi, passant de 45 litres à 60 litres.
Elle se distingue par la vitre arrière qui englobe moins que sur les modèles précédents. Un logo de bécassine (Snipe) sur la calandre, éclairage à l'ouverture des portes arrière et autres petites différences.

Series IV
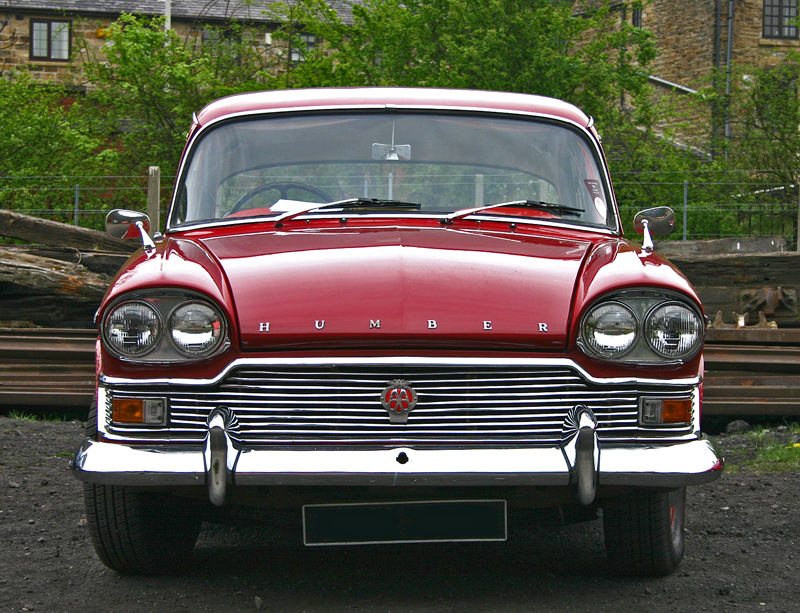
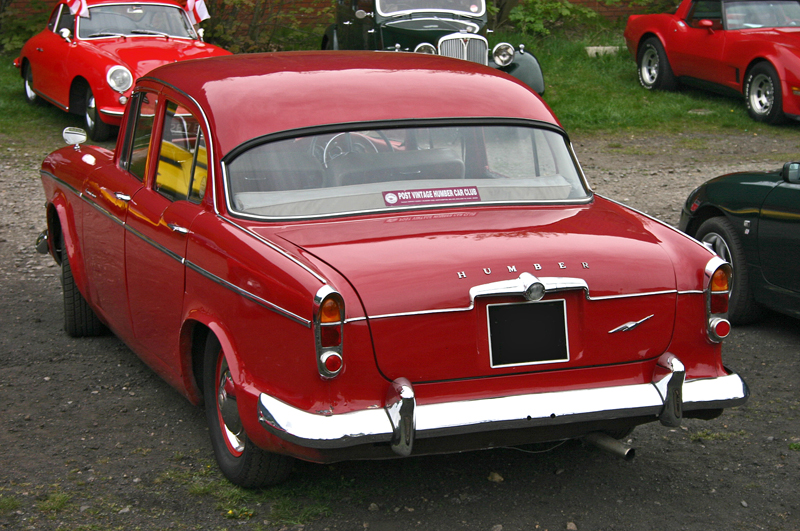
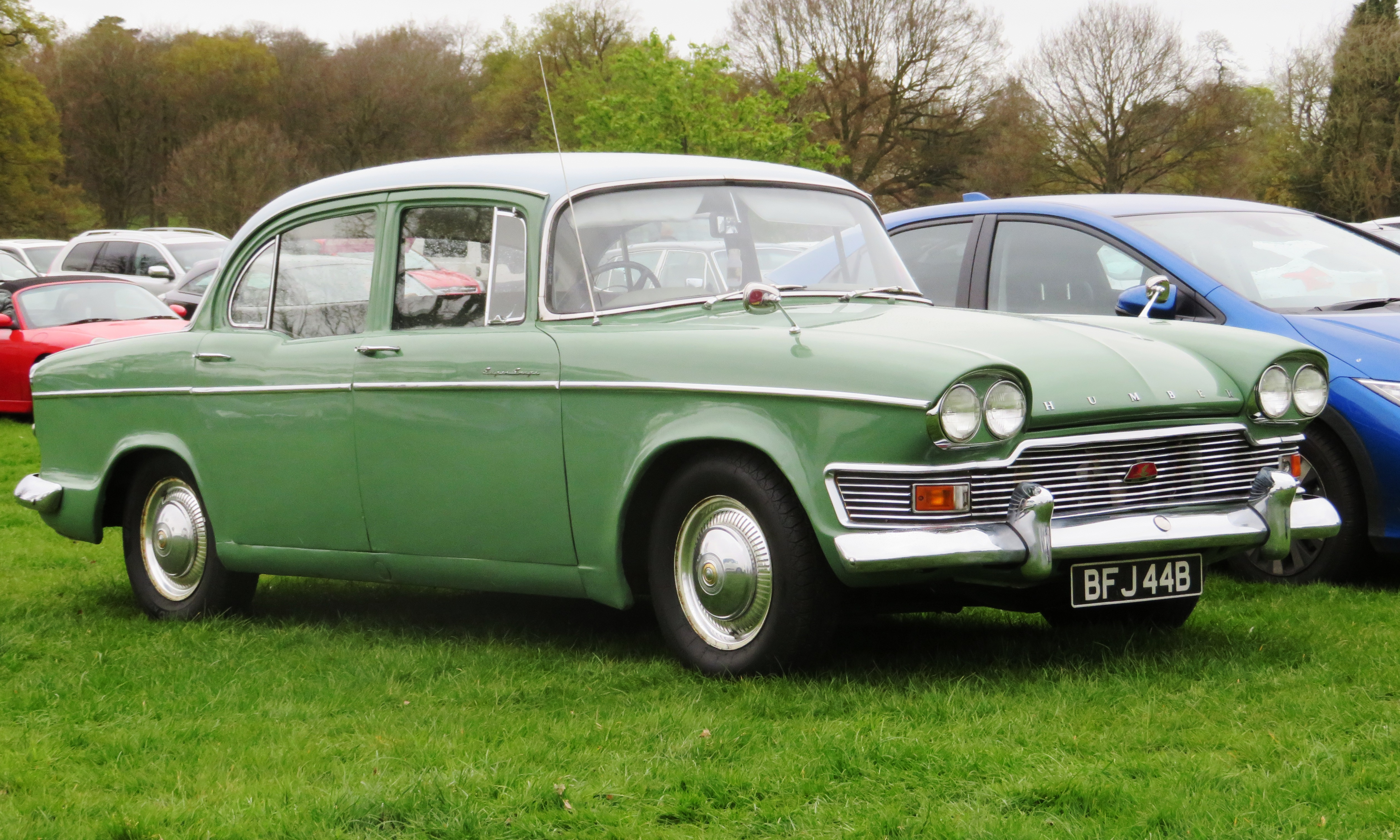

### Series V et Va
En octobre 1964 la dernière version Series V de la berline vit une restylisation du haut de carrosserie (également appliquée sur la berline Hawk et les plus petites Hillman Super Minx et leurs dérivées) avec un toit et une lucarne arrière plus plats, six vitres latérales et un pare-brise plus grand. Les breaks des deux marques restèrent inchangés. Deux carburateurs Zenith Stromberg 175CD sont montés avec une culasse Weslake montant la puissance à 137,5 ch, et tous les rapports de boîte sont synchronisés ; la première ne l'était pas sur les modèles précédents. D'importantes modifications furent faites aux suspensions qui nécessiteront moins d'entretien. L'insonorisation est améliorée.
La direction assistée Hydrosteer était disponible en option, comme la transmission automatique (Borg Warner Type 35 sur la Series Va), ainsi que la peinture métallisée. Le correspondant automobile du Motoring and Driving Register (juillet 1967) avait à dire ceci de la voiture : « La Humber Super Snipe est une voiture assurant un voyage confortable de ville en ville et même sur les nouvelles autoroutes. Son puissant moteur lui permet d'affronter plus facilement les petites routes où la vitesse monte et redescend à chaque changement de direction et chaque virage ».

Series V
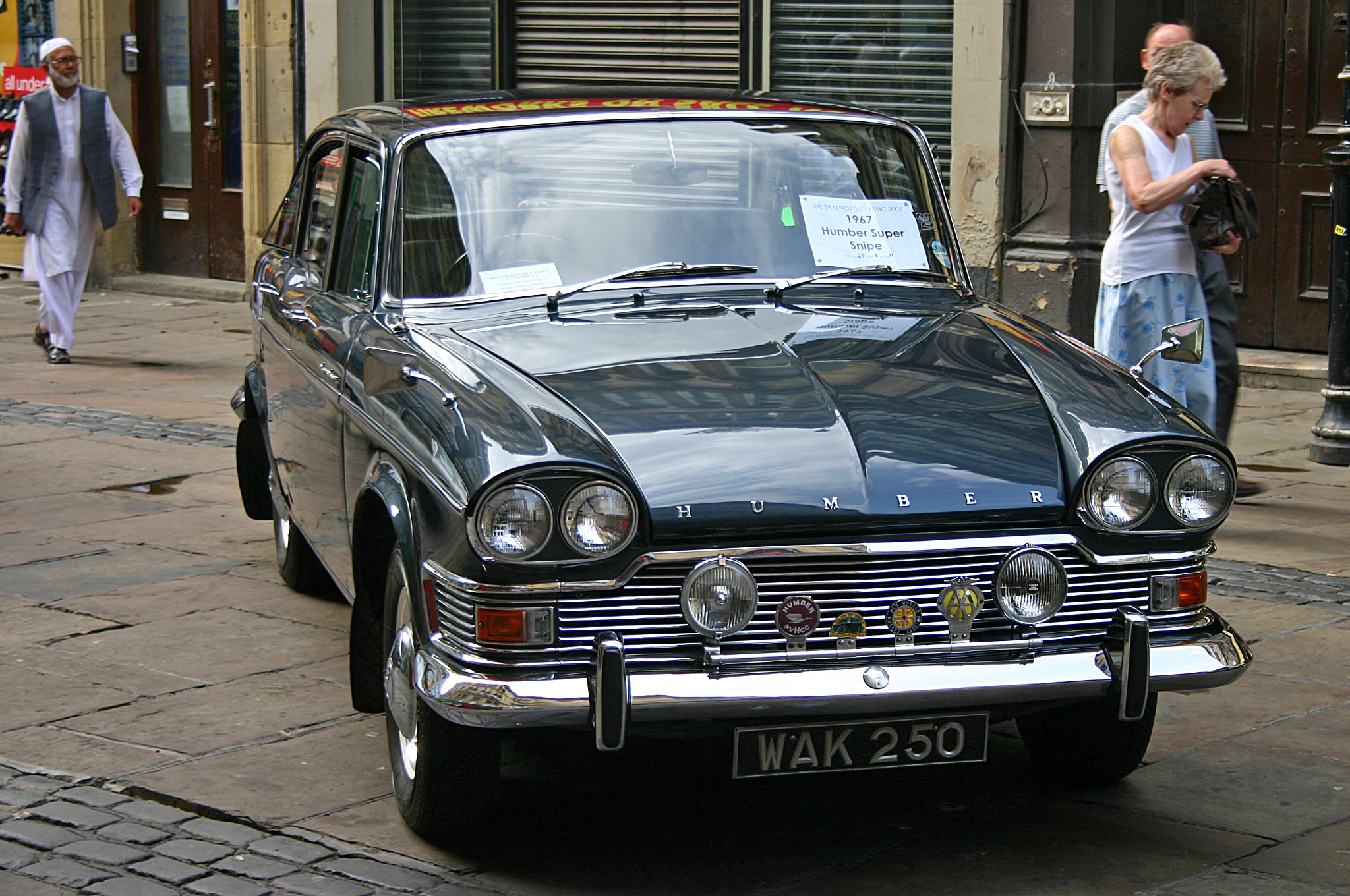
Plus grand pare-brise pour la berline
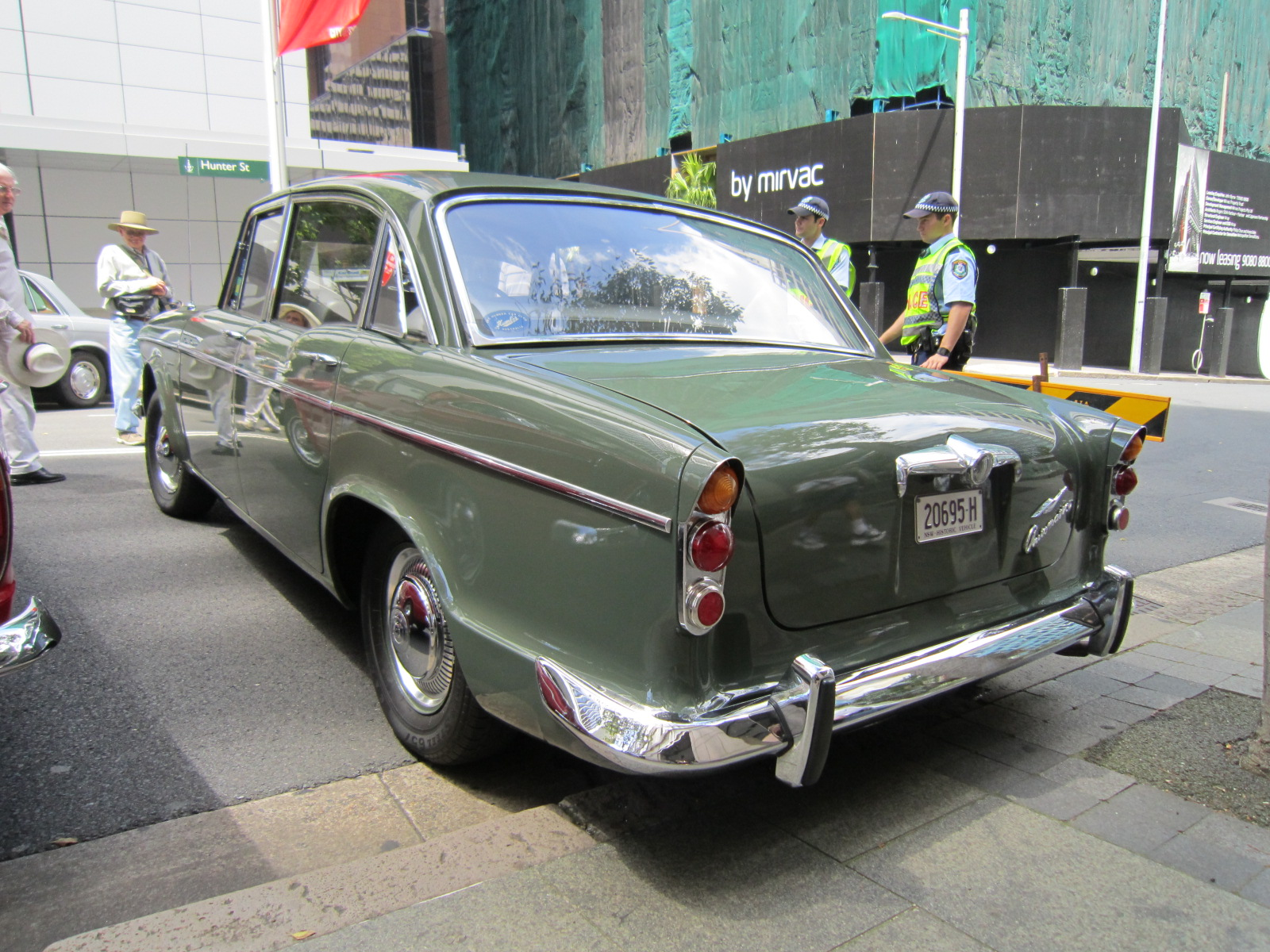
Berline
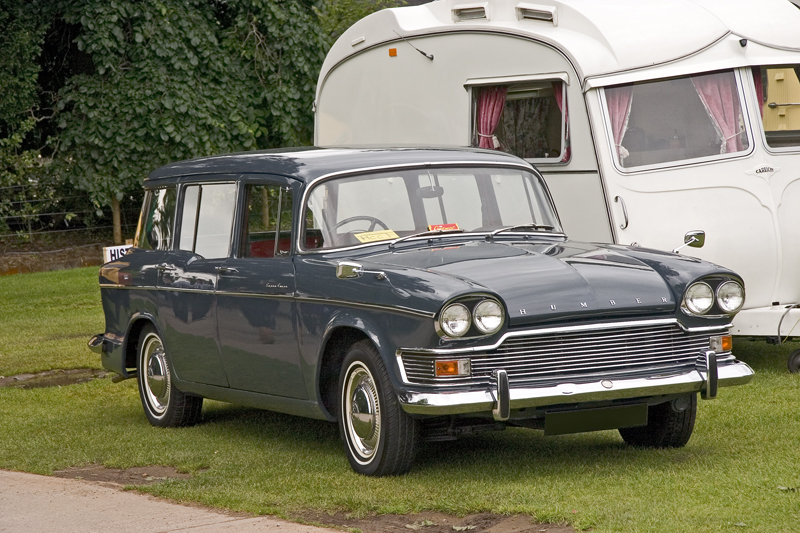
Précédent pare-brise pour le break
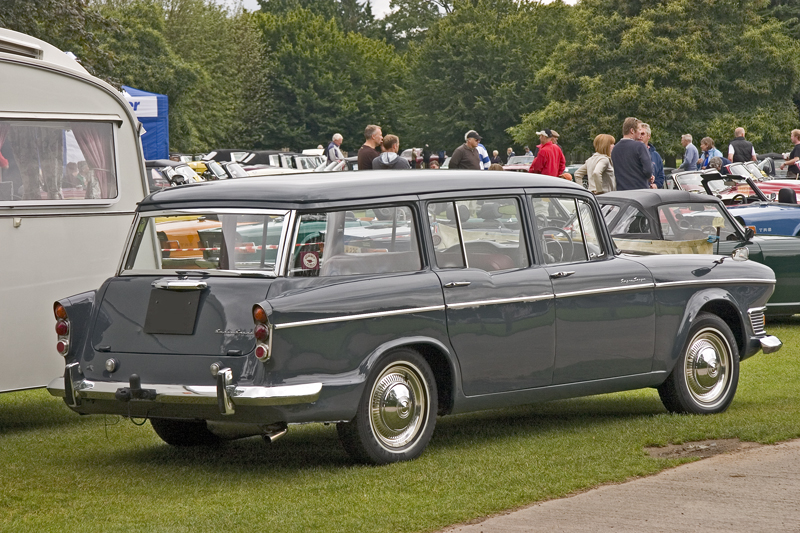
Hayon en deux parties sur le break

### Humber Imperial
Prévue pour concurrencer la Vanden Plas Princess 4-litre R à moteur Rolls-Royce de chez BMC, l'Imperial partageait les performances et spécifications de base de la Super Snipe, avec en addition un toit de vinyle, des sièges avant complètement inclinables, la transmission automatique et la direction assistée hydrosteer de série. On pouvait cependant commander une boîte manuelle à trois rapports. La voiture disposait aussi d'amortisseurs arrière réglables électriquement, un chauffage arrière séparé, des lampes de lecture individuelles et en option, une finition tissus West-of-England sur les sièges.

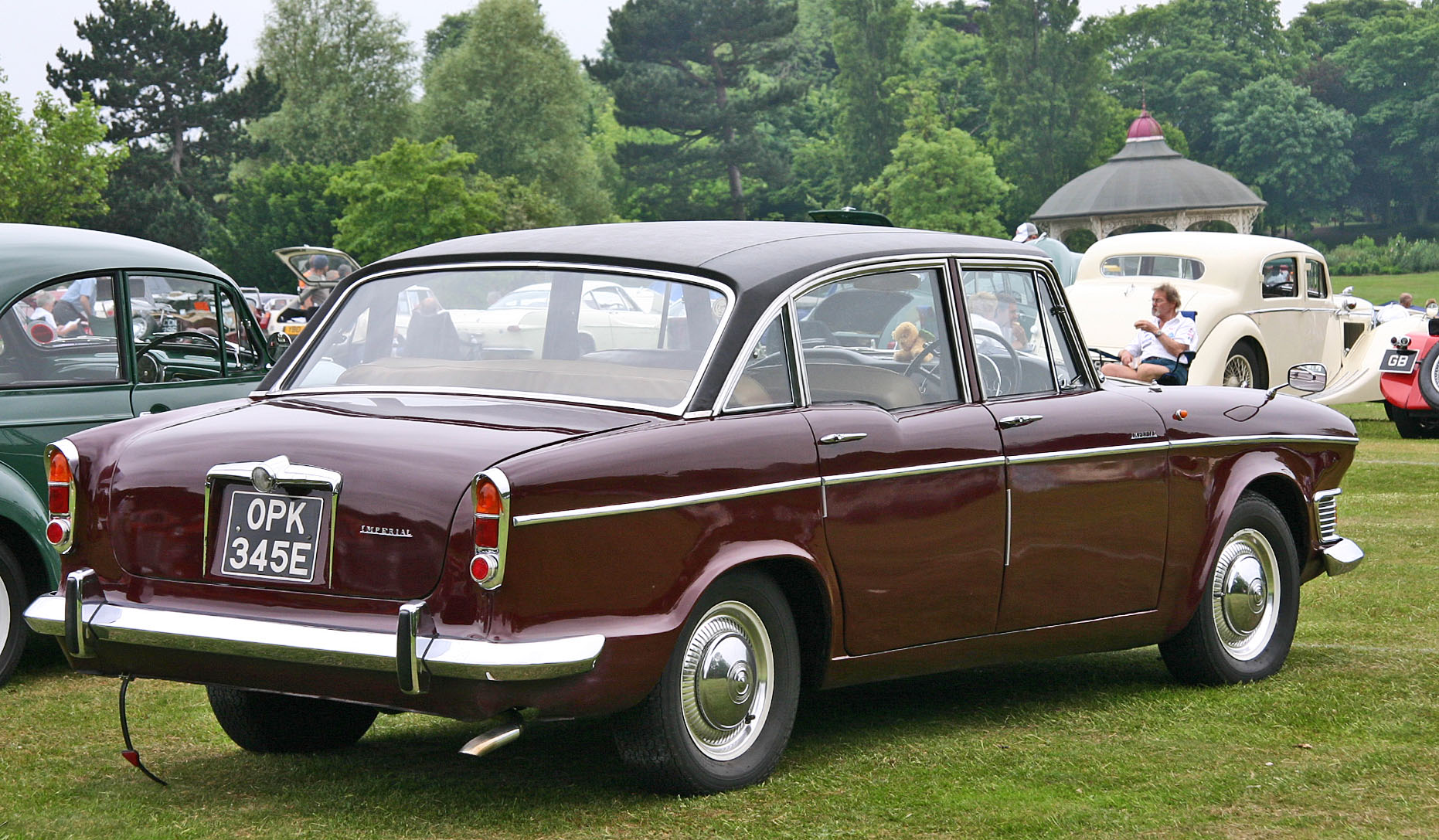
Humber Imperial 1964-67

Le Groupe Rootes cessa de produire la Series Va en juillet 1967, au moment de sa prise de contrôle par Chrysler Corporation. Les dernières grosses Humber furent assemblées par Chrysler à Melbourne en Australie. Il y eut des plans pour installer un moteur V8, et pour commercialiser la Chrysler 180 de deux litres sous la marque Humber au Royaume-Uni, mais ils n'aboutirent pas, bien qu'un petit nombre de prototypes reçurent le moteur Chrysler LA engine (5,2 litres).

## Liens Externes
- Quelques documents d'époque
- La Super Snipe de 1960 dans Motorsport Magazine